# 十二気暦
十二気暦（じゅうにきれき）は、中国の北宋の沈括が元祐元年（1086年）に提案した太陽暦の暦法。
暦法は十二節に基づいて節名を定め、12気を1年とした。年始を立春とし、大節を31日、小節を30日とし、閏月を廃止した。これは月の満ち欠けのサイクル（朔望月）と関係なく、太陽の運行のみによる太陽暦であった。太平天国の天暦に影響を与えたとされる。